# Pixel 5
Pixel 5 — Android-смартфон, разработанный и продаваемый Google как часть линейки продуктов Google Pixel. Он заменил предыдущий Pixel 4. Pixel 5 был официально объявлен 30 сентября 2020 года на мероприятии Launch Night In вместе с Pixel 4a 5G и выпущен в США 29 октября. Это первый флагманский смартфон в линейке Google Pixel, в котором отсутствует версия XL. 19 октября 2021 года ему на смену пришли Pixel 6 и Pixel 6 Pro.

## Характеристики

### Дизайн и оборудование
Pixel 5 изготовлен с использованием «корпуса из 100 % переработанного алюминия» и стекла Gorilla Glass 6 для экрана. Устройство доступно в цветах Just Black и Sorta Sage, оба имеют матовое покрытие. Корпус имеет толстое покрытие биоорганической смолы, а кнопка включения анодирована с металлическим покрытием. Внизу устройства находится разъем USB-C, который используется для зарядки и вывода звука. В смартфоне присутствуют стереодинамики, один из которых находится под дисплеем, а другой динамик расположен справа от порта USB-C. На задней панели находится емкостной считыватель отпечатков пальцев, которого не было у Pixel 4.
Pixel 5 использует систему на кристалле Qualcomm Snapdragon 765G (состоящую из восьми ядер Kryo 475, графического процессора Adreno 620 и DSP Hexagon 696), с 8 ГБ оперативной памяти LPDDR4X и 128 ГБ нерасширяемой UFS 2.1 внутренней памяти. Snapdragon 765G поддерживает стандартное подключение 5G; Поддерживаются сети как «sub-6», так и миллиметрового диапазона (mmWave).
Pixel 5 имеет 4080 Аккумулятор мАч, что значительно больше, чем у его предшественника на 1800 мАч. Он поддерживает быструю зарядку до 18 Вт и поддерживает беспроводную зарядку Qi, а также обратную беспроводную зарядку. Это возможно через вырез на задней панели для катушки беспроводной зарядки, покрытый биосмолой. Он сохраняет степень защиты от воды IP68 в соответствии со стандартом IEC 60529. Функции Motion Sense и распознавание лиц на Pixel 5 не используются, а также Active Edge и Pixel Neural Core.
Pixel 5 оснащен 6-дюймовым (152 мм) OLED- дисплеем 1080p с поддержкой HDR10+, который работает с частотой обновления до 90 Гц; он динамически регулируется в зависимости от содержимого, чтобы продлить срок службы батареи. Дисплей имеет соотношение сторон 19,5:9 и имеет эстетичный дизайн, аналогичный Pixel 4a, с тонкими однородными рамками и круглым вырезом в верхнем левом углу для фронтальной камеры.
Pixel 5 включает в себя две задние камеры, расположенные в приподнятом квадратном модуле. Хотя широкоугольная камера осталась неизменной, она включает в себя сверхширокий объектив, заменяющий телеобъектив Pixel 4. Широкий 28-миллиметровый объектив 77° F/1,7 оснащен 12,2-мегапиксельным сенсором Sony Exmor IMX363, а сверхширокий объектив 107° F/2.2 имеет 16-мегапиксельный сенсор; оба датчика используются совместно с Pixel 4a (5G). Фронтальная камера использует 8-мегапиксельный сенсор. Наряду с Pixel 4a (5G) это первый телефон Pixel, способный записывать видео 4K со скоростью 60 кадров в секунду, поскольку предыдущие телефоны Pixel были ограничены 30 кадрами в секунду. Хотя в нем отсутствует Pixel Neural Core, Pixel Visual Core был переработан для поддержки функций Live HDR+ и Dual Exposure, присутствующих в Pixel 4. Дополнительные улучшения программного обеспечения включают новый режим портретного освещения, портретный режим для ночного видения, настройку кинематографического панорамирования и HDR+ с брекетингом экспозиции.

### Программное обеспечение
Pixel 5 поставлялся с Android 11 и версией 8.0 приложения Google Camera при запуске с такими функциями, как экран вызова и приложением личной безопасности. Одновременно с Pixel 4a (5G) появилась новая функция Extreme Battery Saver, которая останавливает фоновую обработку приложений и позволяет запускать только основные приложения. Он будет доступен на более старых моделях Pixel как часть будущего обновления программного обеспечения. Ожидается, что он получит 3 года основных обновлений ОС с продлением поддержки до 2023 года.

## Известные проблемы
- У некоторых устройств есть небольшой зазор между дисплеем и рамкой.[11][12][13] Google заявил, что телефон был разработан с учетом этого зазора.[14] Ожидается, что пользователи вернут телефон в течение 15-дневного периода возврата, если они не удовлетворены, поскольку телефон не будет устранен для этой проблемы в течение гарантийного срока.[15]
- Pixel 5 перегревается при записи видео 4K/60 кадров в секунду.[16]
- Датчик приближения периодически мигает, когда к нему обращается или контролирует приложение.[17]
- У некоторых пользователей Google Pay не работает.[18]
- Индикатор батареи иногда залипает на какое-то случайное число. Google работает над исправлением.[19][20][21]
- Pixel 5 не работает в некоторых сетях 5G.[22][23]
- Некоторые пользователи сообщают о чрезмерном разряде батареи в режиме ожидания. Здесь может быть проблема с подключением к 5G. Google изучает проблему.[24][25]

### Исправленные проблемы
- У телефонов Pixel 5 были проблемы с уровнем громкости.[26] Эта проблема была исправлена в обновлении за январь 2021 года.[27]
- У Pixel 5 были проблемы с неожиданным пробуждением при использовании с Pixel Stand. Google решил проблему с обновлением APK для Pixel Stand.[28]